# Juvigny-sur-Seulles
Juvigny-sur-Seulles település Franciaországban, Calvados megyében. Lakosainak száma 83 fő (2022. január 1.). Juvigny-sur-Seulles Fontenay-le-Pesnel, Hottot-les-Bagues, Saint-Vaast-sur-Seulles, Tessel, Tilly-sur-Seulles és Vendes községekkel határos.

## Népesség
A település népességének változása:
| Lakosok száma | 61   | 50   | 51   | 64   | 77   | 83   | 84   | 81   | 82   | 83   |
|               | 1968 | 1982 | 1990 | 2006 | 2013 | 2015 | 2017 | 2019 | 2020 | 2022 |